# 高山樹延
高山 樹延（たかやま すよん、1985年12月9日 - ）は、在日韓国人の元プロボクサー。本名は金 樹延（キム・スヨン）。秋田県秋田市出身。東北朝鮮初中高級学校卒業。角海老宝石ボクシングジム所属、担当トレーナーは佐藤直樹。第51代日本ウェルター級王者。元OPBF東洋太平洋ウェルター級暫定王者。
プロでの生涯戦績は26戦24勝（8KO）2敗0分。

## 来歴
2007年7月25日、東京都の後楽園ホールでプロデビュー、最終4回判定2-0（39-38、39-38、38-38）で勝利を得た。
2012年12月21日、渡部あきのりがOPBF東洋太平洋王座専念のため返上した日本ウェルター級王座を斉藤幸伸丸（輪島功一スポーツ）と争い、判定で初タイトル獲得となった。
2013年3月25日、初防衛戦は尹文鉉（ドリーム）との史上初となる朝鮮学校出身者同士による日本タイトルマッチとして行われ、2-1の判定で初防衛成功。
その後日本ウェルター級王座を6度防衛した後、2015年11月9日付で日本ボクシングコミッション (JBC)に同王座返上届を提出することで王座返上を行い、OPBF東洋太平洋王座および世界王座を目標とすることを理由に挙げた。
2016年2月23日にはフィリピンのジョエル・デラ・クルーズとOPBF東洋太平洋ウェルター級暫定王座決定戦を争い、6ラウンドKOで勝利し暫定王座を獲得している。
2016年7月25日に東京都の後楽園ホールで行われたOPBF東洋太平洋ウエルター級タイトルマッチでは正規王者のジャック・ブルベイカー（オーストラリア）と王座統一を賭けて戦ったが、試合は終始ペースを取られ、11ラウンドに1度ダウンを奪ったものの判定となり結果は1-2（111-116、115-113、112-115）で敗北した。この敗北により2月に獲得していた暫定王座も失い、王座統一に失敗しノンタイトルとなった。
2016年9月23日、自身の公式ブログ上にて現役引退を表明した。
引退に際して高山は
| ｢ボクシングと出会い皆様と出会い、自分にとってこの10年はかけがえのない時間となりました。本当に感謝の気持ちでいっぱいです！ （中略） プロボクサー高山樹延を応援していただき誠にありがとうございました！｣ |
| —takayamasuyonのブログ、2016年9月23日17時48分付 |

と綴っている。

## 戦績
| 戦           | 日付           | 勝敗 | 時間 | 内容    | 対戦相手                           | 国籍           | 備考                                     |
| ------------ | -------------- | ---- | ---- | ------- | ---------------------------------- | -------------- | ---------------------------------------- |
| 1            | 2007年7月25日  | 勝利 | 4R   | 判定2-0 | 伊藤修平（ドリーム）               | 日本           | プロデビュー戦                           |
| 2            | 2007年11月1日  | 勝利 | 4R   | 判定2-0 | 大泉雄司（新田）                   | 日本           |                                          |
| 3            | 2008年3月8日   | 勝利 | 4R   | 判定3-0 | 望月勇（沼田）                     | 日本           |                                          |
| 4            | 2008年8月4日   | 勝利 | 4R   | 判定2-0 | 浅野裕一（船橋ドラゴン）           | 日本           |                                          |
| 5            | 2008年9月25日  | 勝利 | 1R   | TKO     | 向幹一郎（セレス）                 | 日本           | 東日本新人王ウェルター級準決勝           |
| 6            | 2008年11月2日  | 勝利 | 5R   | 判定2-1 | 新藤寛之（宮田）                   | 日本           | 東日本新人王ウェルター級決勝             |
| 7            | 2008年12月21日 | 勝利 | 5R   | 判定3-0 | 小林勇介（仲里ATSUMI）             | 日本           | 全日本新人王決定戦ウェルター級決勝       |
| 8            | 2009年5月19日  | 勝利 | 1R   | TKO     | 豊田裕輔（楠三好）                 | 日本           |                                          |
| 9            | 2009年8月1日   | 勝利 | 2R   | TKO     | 和田直樹（花形）                   | 日本           |                                          |
| 10           | 2009年12月17日 | 勝利 | 8R   | 判定2-1 | 田中慎吾（西城）                   | 日本           |                                          |
| 11           | 2010年4月23日  | 勝利 | 2R   | TKO     | 中村尚平太（八王子中屋）           | 日本           |                                          |
| 12           | 2010年7月15日  | 勝利 | 3R   | TKO     | 高桑和剛（輪島スポーツ）           | 日本           |                                          |
| 13           | 2011年2月18日  | 敗北 | 8R   | 判定1-2 | 出田裕一（ヨネクラ）               | 日本           |                                          |
| 14           | 2011年7月20日  | 勝利 | 8R   | 判定3-0 | 千葉透（国際）                     | 日本           |                                          |
| 15           | 2011年10月1日  | 勝利 | 4R   | TKO     | 朴眞用                             | 韓国           |                                          |
| 16           | 2012年3月6日   | 勝利 | 8R   | 判定2-1 | 出田裕一（ヨネクラ）               | 日本           |                                          |
| 17           | 2012年11月9日  | 勝利 | 3R   | TKO     | ペッチトンチャイ・シリモンコンジム | タイ           |                                          |
| 18           | 2012年11月21日 | 勝利 | 10R  | 判定3-0 | 斉藤幸伸丸（輪島功一スポーツ）     | 日本           | 日本ウェルター級王座決定戦               |
| 19           | 2013年3月25日  | 勝利 | 10R  | 判定3-0 | 尹文鉉（ドリーム）                 | 日本           | 日本王座防衛1                            |
| 20           | 2013年10月5日  | 勝利 | 10R  | 判定3-0 | コブラ諏訪（ピューマ渡久地）       | 日本           | 日本王座防衛2                            |
| 21           | 2014年3月17日  | 勝利 | 10R  | 判定3-0 | 鈴木哲也（六島）                   | 日本           | 日本王座防衛3                            |
| 22           | 2014年7月28日  | 勝利 | 10R  | 判定2-0 | 斉藤幸伸丸（輪島功一スポーツ）     | 日本           | 日本王座防衛4                            |
| 23           | 2015年3月7日   | 勝利 | 10R  | 判定3-0 | 新藤寛之（宮田）                   | 日本           | 日本王座防衛5                            |
| 24           | 2015年9月30日  | 勝利 | 10R  | 判定3-0 | 田中亮治（ヨネクラ）               | 日本           | 日本王座防衛６                           |
| 25           | 2016年2月23日  | 勝利 | 6R   | KO      | ジョエル・デラ・クルーズ           | フィリピン     | OPBF東洋太平洋ウェルター級暫定王座決定戦 |
| 26           | 2016年7月25日  | 敗北 | 12R  | 判定1-2 | ジャック・ブルベイカー             | オーストラリア | OPBF東洋太平洋ウェルター級王座統一戦     |
| テンプレート |                |      |      |         |                                    |                |                                          |

## 獲得タイトル
- 全日本ウェルター級新人王
- 第51代日本ウェルター級王座（防衛6=返上）
- OPBF東洋太平洋ウェルター級暫定王座（防衛0）